# ميمو
ميمو (بالبرتغالية: Emerson Gomes de Moura‏) هو لاعب كرة قدم برازيلي في مركز الوسط، ولد في 11 فبراير 1988 في Bonito, Pernambuco ‏ في البرازيل. لعب مع نادي بوتافغو لكرة القدم ونادي بونتي بريتا ونادي تريزه ونادي موجي ميريم.

## وصلات خارجية
- ميمو على موقع قاعدة بيانات كرة القدم.إي يو (الإنجليزية)
- ميمو على موقع Soccerway.com (الإنجليزية)